# Resurrezione
Resurrezione is een Italiaanse dramafilm uit 2001 onder regie van Paolo en Vittorio Taviani. Het scenario is gebaseerd op de roman Opstanding (1899) van de Russische auteur Leo Tolstoj.

## Verhaal
De Russische prins Dimitri Nechljoedov zetelt in een jury. Hij moet oordelen over de prostituee Katjoesja Maslova, die wordt beschuldigd van de moord op een van haar klanten. De prins herkent in de vrouw zijn jeugdliefde, die hij in de steek heeft gelaten en vervolgens nooit meer terug heeft gezien.

## Rolverdeling
| Acteur             | Personage           |
| ------------------ | ------------------- |
| Stefania Rocca     | Katjoesja Maslova   |
| Timothy Peach      | Dimitri Nechljoedov |
| Marie Bäumer       | Missy               |
| Cécile Bois        | Mariette            |
| Eva Christian      | Agrafena            |
| Sonia Gessner      | Tante Maria         |
| Giulia Lazzarini   | Tante Sofia         |
| Michele Melega     | Kryltsov            |
| Vania Vilers       | Fonarin             |
| Marina Vlady       | Grootvorstin        |
| Antonella Ponziani | Vera                |
| Giulio Scarpati    | Simonson            |
| Daniela Bakerová   |                     |
| Maria Balintova    |                     |
| Jan Bidlas         |                     |